# Ecuador-Erdbeben 2016
Das Ecuador-Erdbeben 2016 war ein schweres Erdbeben am 16. April 2016 um 23:58 Uhr UTC mit der Momenten-Magnitude 7,8 Mw. Das Zentrum des Erdbebens lag etwa 27 km südsüdöstlich der Stadt Muisne an der ecuadorianischen Küste, in einem dünn besiedelten Teil des Landes. Das Hypozentrum wurde in 19,2 km Tiefe lokalisiert. In der 170 km entfernten Hauptstadt Quito brach Panik aus und es kam zum Einsturz von Gebäuden. Das Beben war das stärkste in Ecuador seit dem Tumaco-Erdbeben 1979.
Laut Regierungsangaben wurden durch die Auswirkungen des Erdbebens 663 Personen getötet, 27.732 zum Teil schwer verletzt und 9 galten am 19. Mai noch als vermisst. Bis zum 24. April gab es 849 Nachbeben. Am 19. Mai gab es ein Nachbeben der Stärke 6,8 23 km von Rosa Zárate bei dem 1 Mensch getötet und 85 verletzt wurden. Insgesamt wurden 9738 Gebäude beschädigt oder zerstört.
Das Erdbeben traf Ecuador in einer Zeit wirtschaftlicher Schwäche.

## Auswirkungen
Vom Pacific Tsunami Warning Center wurde zunächst für Kolumbien und Ecuador eine Tsunamiwarnung ausgegeben, später mit Amplituden bis zu 30 Zentimeter auch für alle anderen Anrainerstaaten und -gebiete. Doch drei Stunden nach dem Beben erfolgte eine endgültige Entwarnung.
Im Hunderte Kilometer südlich gelegenen Guayaquil stürzte eine Überführung auf ein Auto und tötete einen Insassen. In der Hafenstadt Manta wurde der Kontrollturm des Flughafens schwer beschädigt. In der betroffenen Region sind 100 Häuser und einige Einkaufszentren eingestürzt und haben Unzählige unter sich begraben.
Präsident Rafael Correa erklärte nach dem Erdbeben den Ausnahmezustand. Die Nationalgarde wurde mobilisiert, um bei Rettung und Bergung zu helfen und Plünderungen zu verhindern.

## Tektonischer Überblick

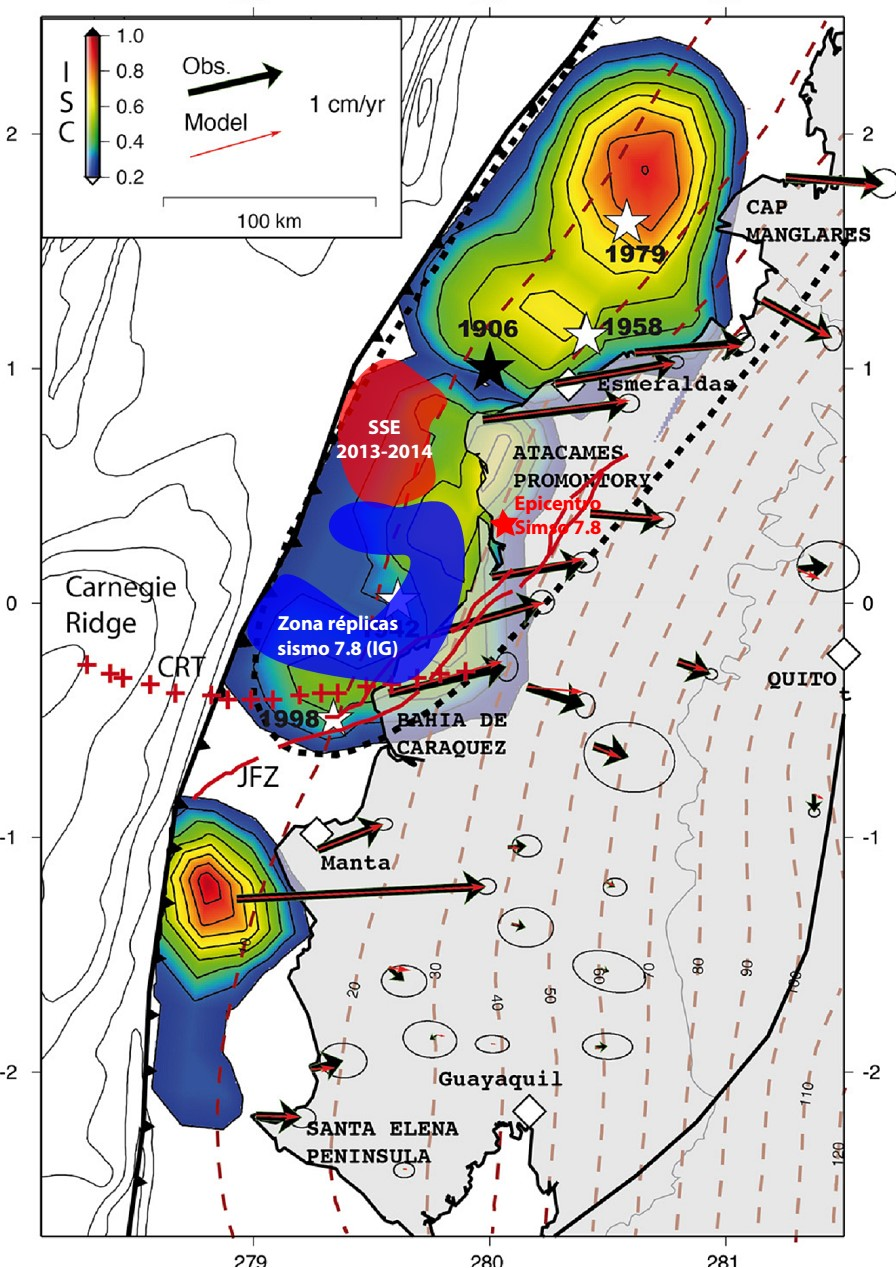
Tektonischer Überblick. Sterne:Epizentren bisheriger Beben(rot=2016). Blauer Bereich: Zone der Nachbeben. Roter Bereich: sog. langsames Erdbeben zwischen 2013 und 2014. Farbskala:Energiekonzentration. Pfeile:Plattenbewegung theoretisch und beobachtet

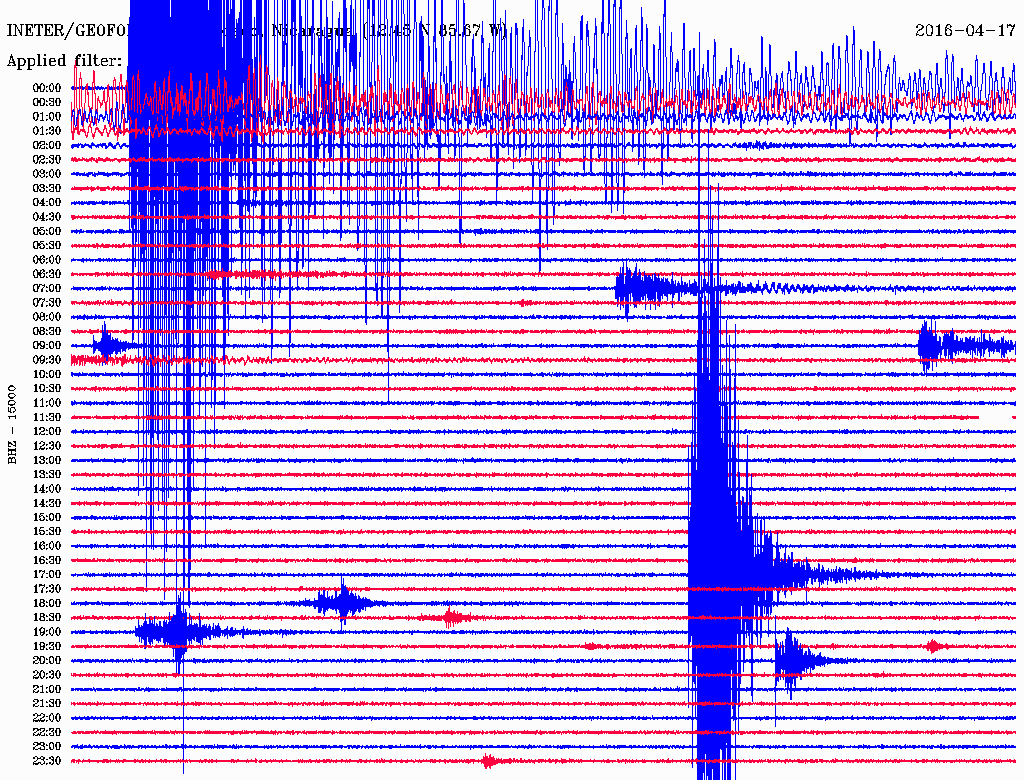
Seismometerausschläge einer Station in Nicaragua, 17. April. Rechts unten ein lokales Beben der Magnitude 4,8

Das Erdbeben vom 16. April 2016 mit der Momenten-Magnitude 7,8 Mw ereignete sich direkt vor der Küste des Pazifischen Ozeans im Norden Ecuadors. Es war das Ergebnis eines flachen Überschiebungsbebens an oder nahe der Grenze zwischen Nazca-Platte und Südamerikanischer Platte. An der Stelle des Bebenherds schiebt sich die unter dem östlichen Pazifik liegende, relativ kleine Nazca-Platte mit einer Geschwindigkeit von 61 mm pro Jahr ostwärts unter die kontinentale Südamerikanische Platte.
Lage und Mechanismus des Bebens sind konsistent mit der Bewegung im Grenzbereich der primären Plattengrenzen zwischen diesen beiden Platten. Die Subduktion entlang des Ecuadorgrabens westlich von Ecuador und des Peru/-Chilegrabens weiter südlich hat zur Hebung der Anden und zu einigen der stärksten Erdbeben der Welt geführt, darunter das stärkste aufgezeichnete Erdbeben der Welt, das Erdbeben von Valdivia 1960 mit einer Magnitude von 9,5 im südlichen Chile.
Zwar werden Erdbeben üblicherweise auf Karten als Punkte dargestellt, doch handelt es sich bei Erdbeben dieses Umfangs um Verschiebungen über ein größeres Gebiet einer Verwerfung. Ereignisse der Größe des Erdbebens vom 16. April umfassen in der Regel ein Gebiet von etwa 160 km Länge und 60 km Breite.
Ecuadors Erdbebengeschichte umfasst einige große Subduktionsbeben. Seit 1900 haben sich innerhalb von 250 km um das Epizentrum des Bebens vom 16. April sieben Erdbeben mit der Magnitude 7 oder größer ereignet. Ein Erdbeben mit der Magnitude 7,8 ereignete sich am 14. Mai 1942 etwa 43 km südlich des Bebens von 16. April. Am 31. Januar 1906 riss die Erdoberfläche etwa 90 km nordöstlich auf einer Länge von 400 bis 500 km; dieses Erdbeben hatte die Magnitude 8,3 (nach manchen Quellen sogar 8,8) und löste einen Tsunami aus, der in der Region 500 bis 1500 Menschen tötete. Das Ereignis vom 16. April befindet sich am südlichen Ende des damaligen Risses. Etwa 1000 Erdbebentote verursachte am 6. März 1987 ein flaches Beben mit der Magnitude 7,2 etwa 240 km östlich des Bebens vom 16. April.

## Hilfsmaßnahmen
Die Regierung Ecuadors stellte 160 Millionen Dollar (140 Mio. Euro) aus dem Katastrophenfonds für die erste Woche nach dem Beben bereit. Die Europäische Union stellte eine Million Euro für die Soforthilfe bereit.
Experten des größten deutschen Organisationsbündnisses „Aktion Deutschland Hilft“ reisten nach Ecuador, um die folgende Hilfe zu koordinieren. Die deutschen Johanniter schickten über ihre Partnerorganisation ein Team in die Erdbebenregion. Nichtstaatliche Hilfsorganisationen aus Deutschland wie u. a. humedica und I.S.A.R. Germany entsendeten Soforthilfe in die Katastrophenregion.

## Bilder

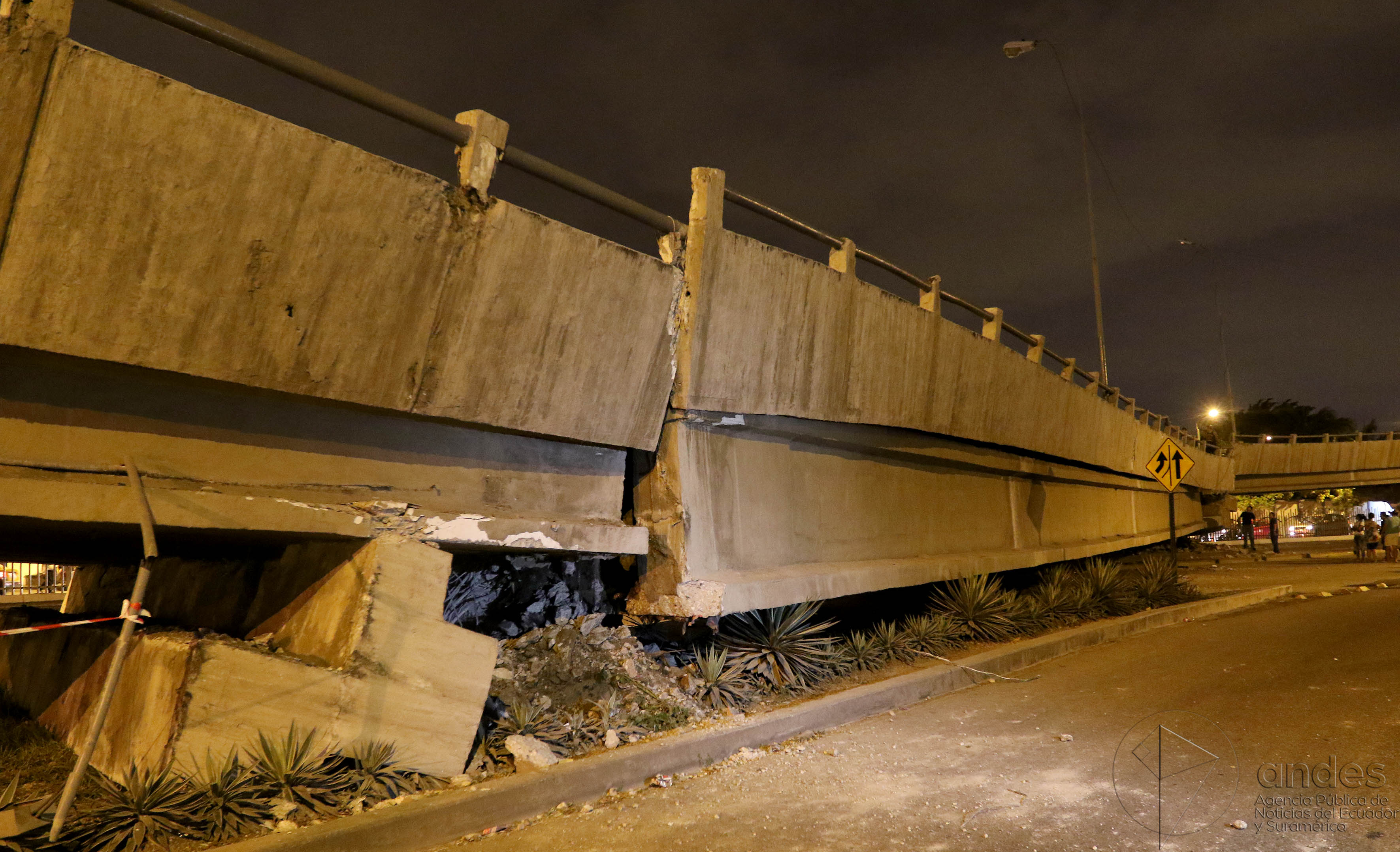
Eingestürzte Brücke …
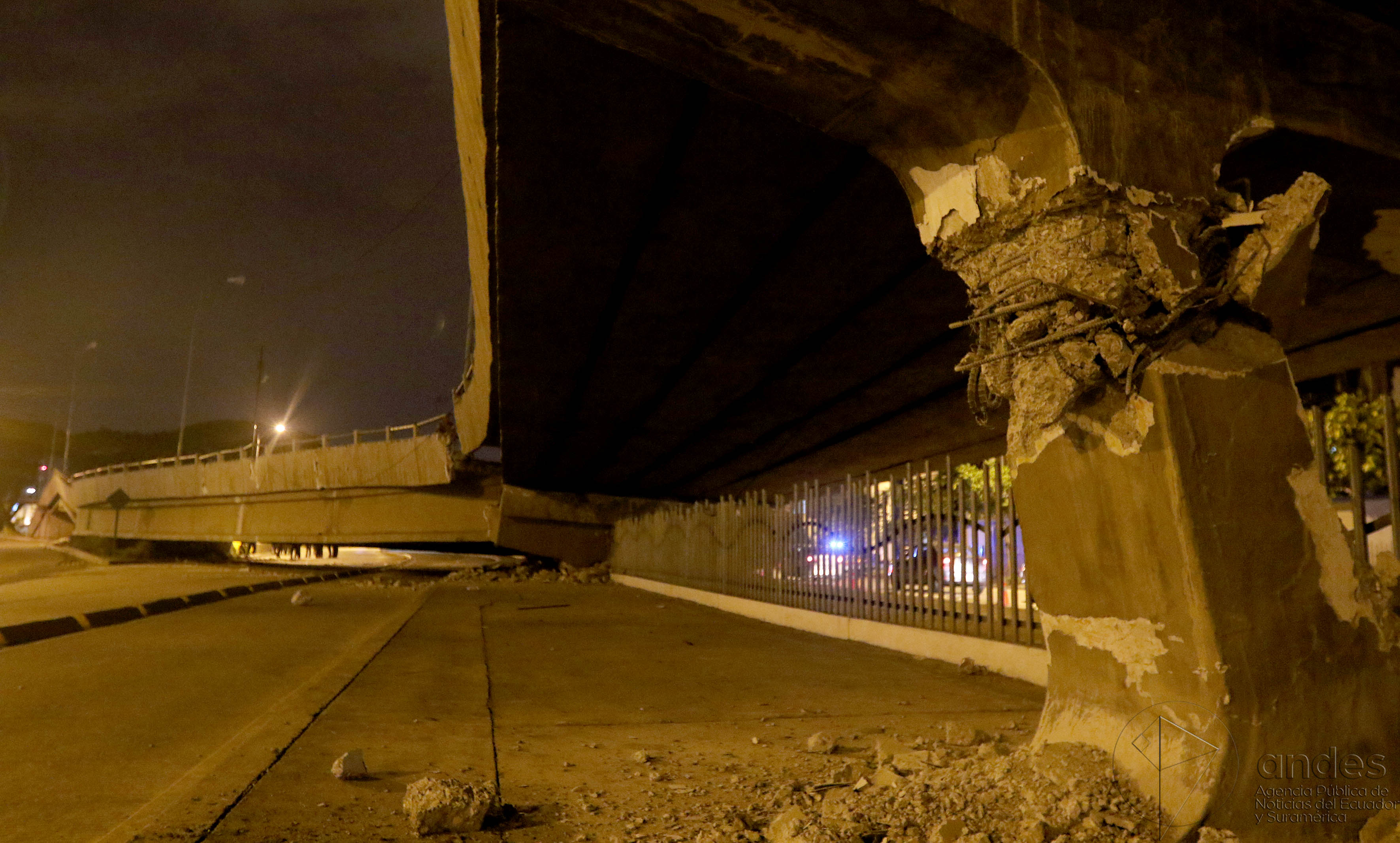
… in Guayaquil
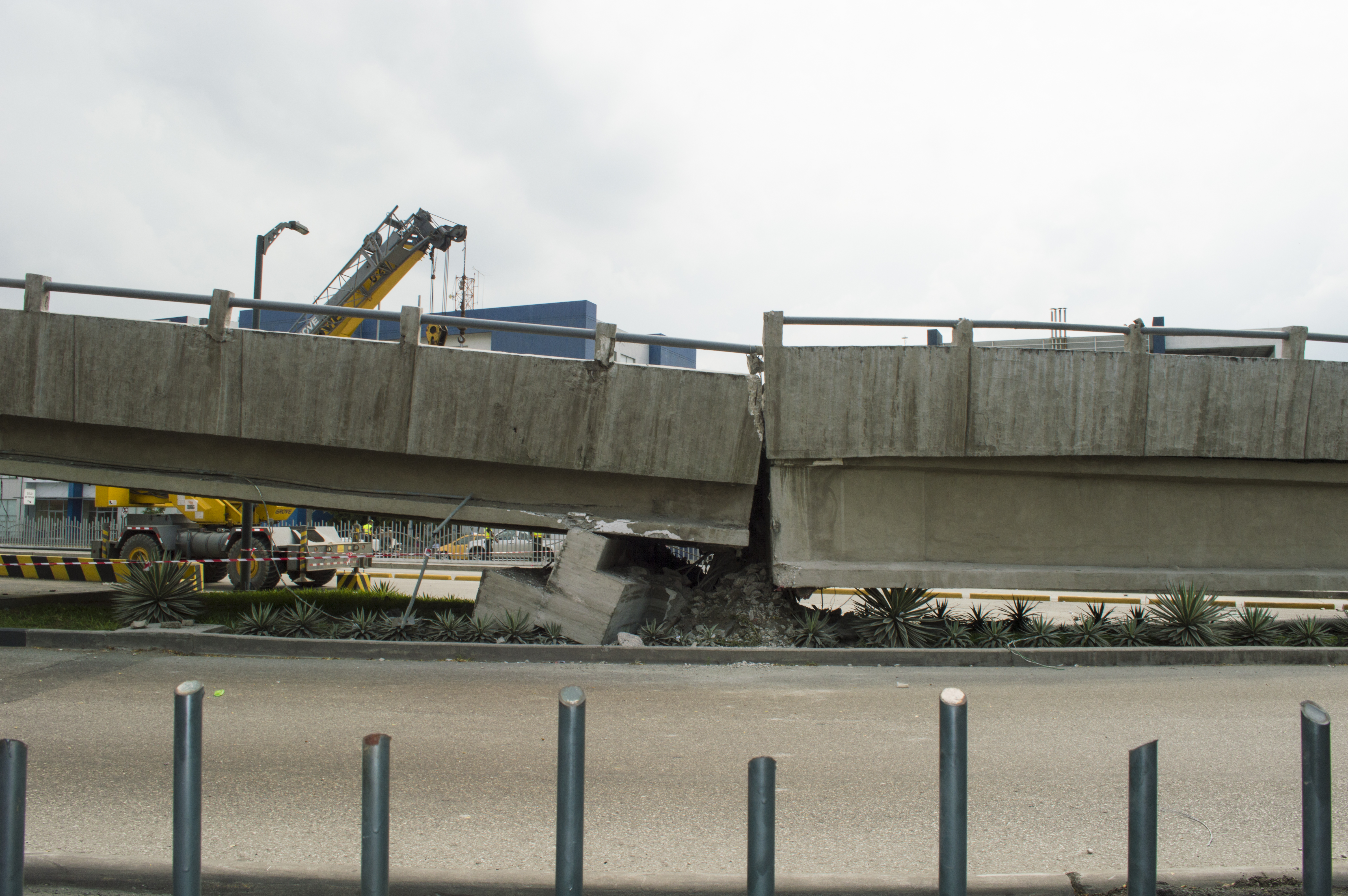
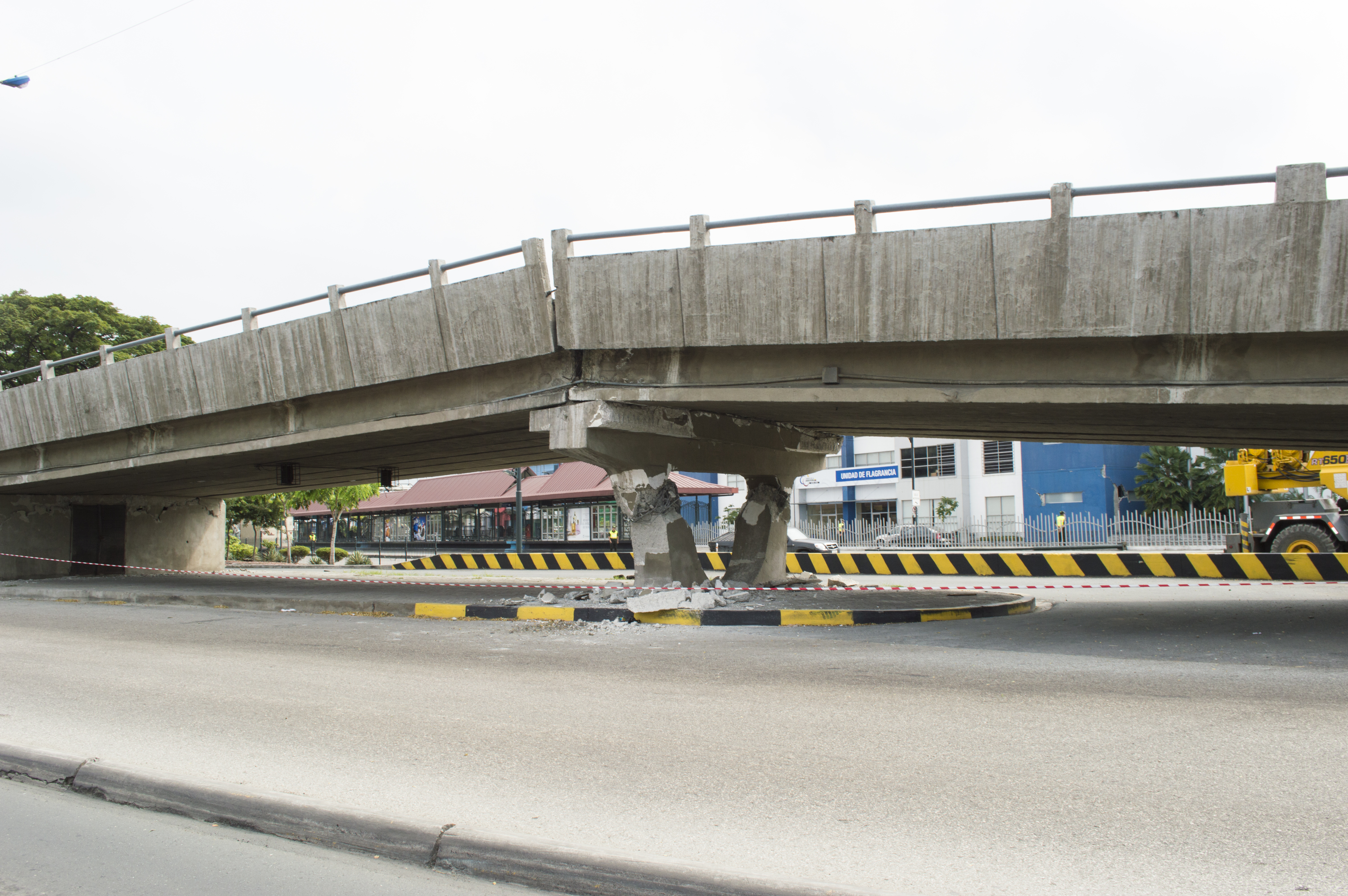
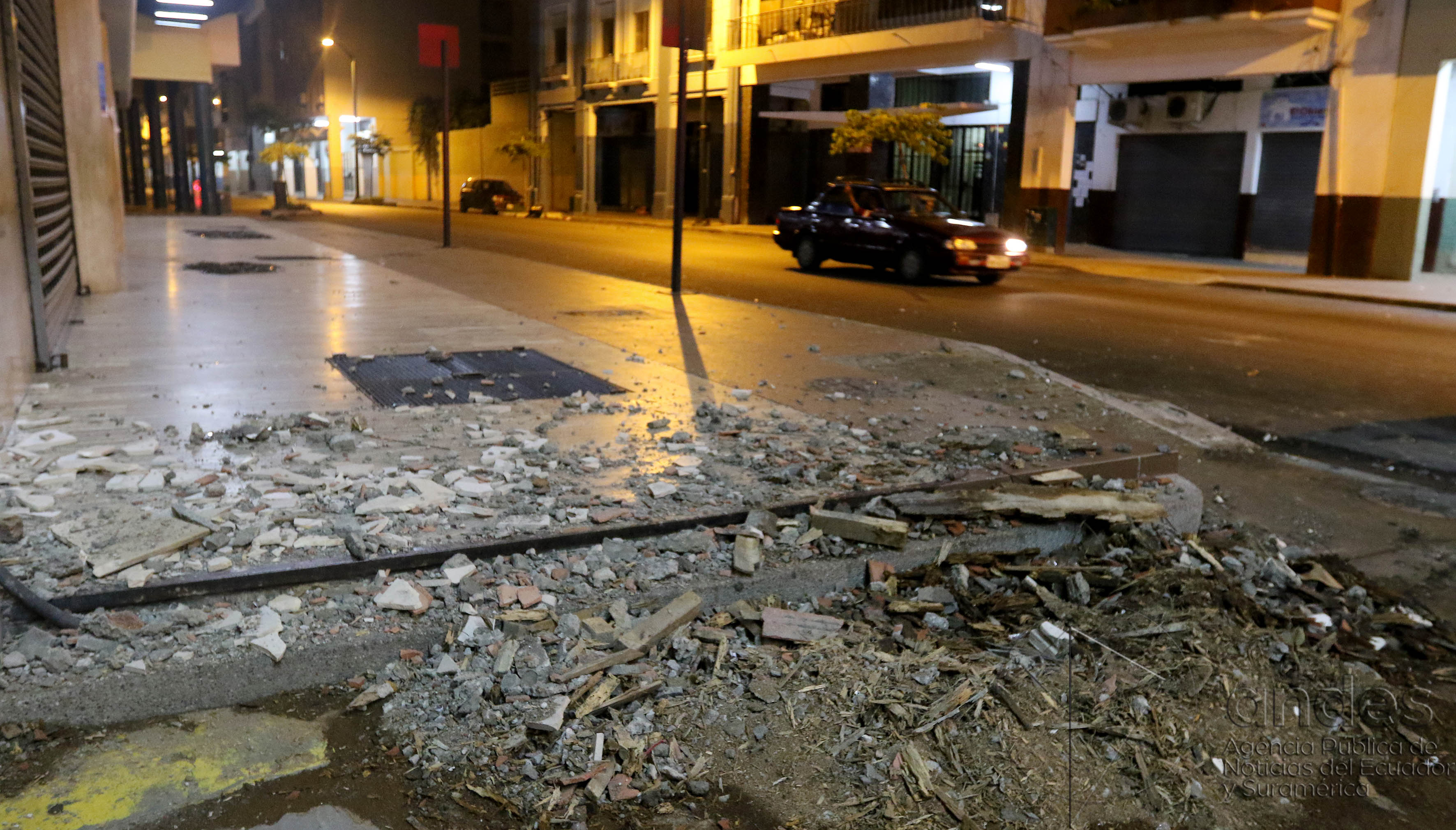
Trümmer auf Gehwegen …
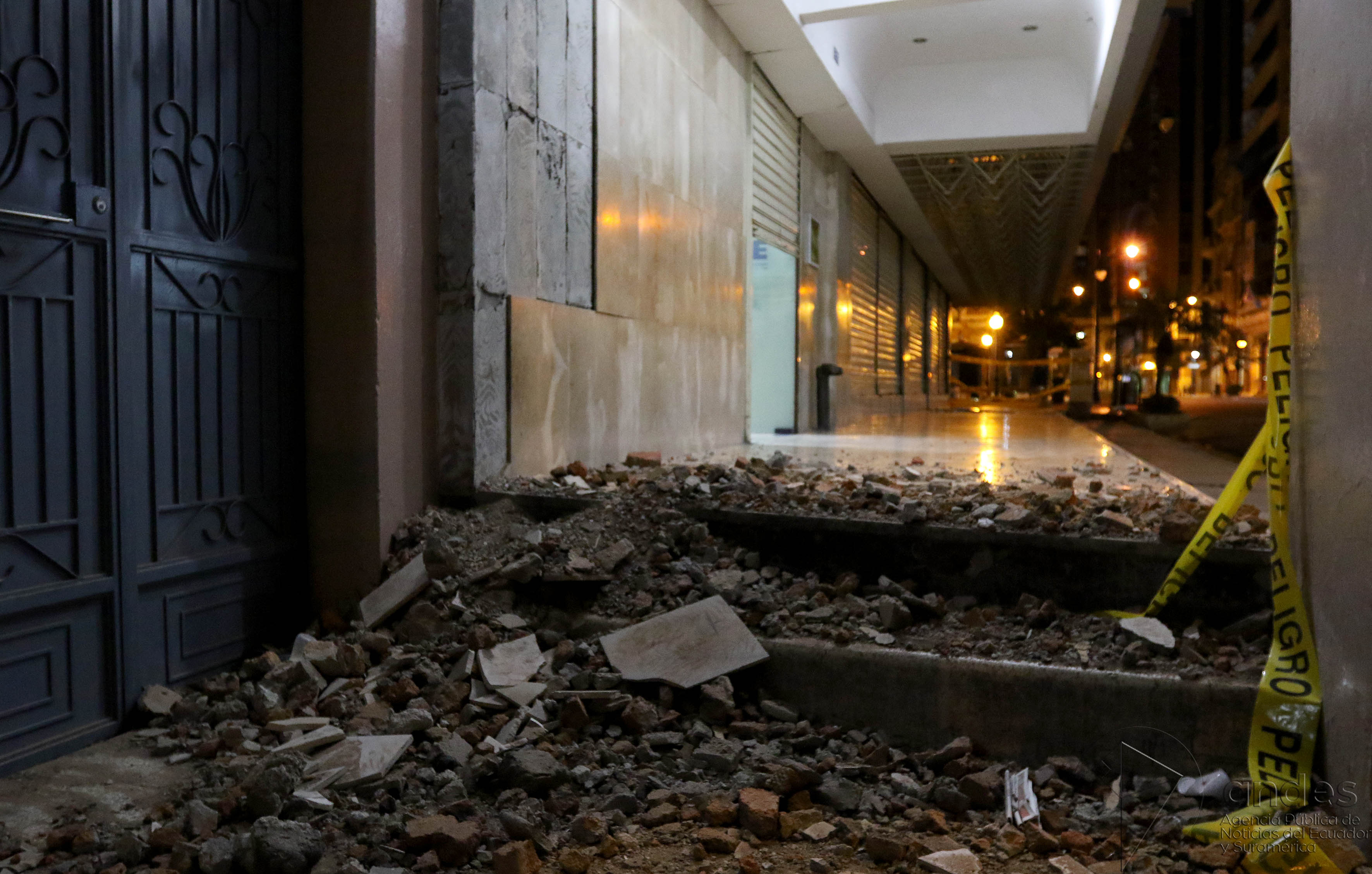
… in Guayaquil
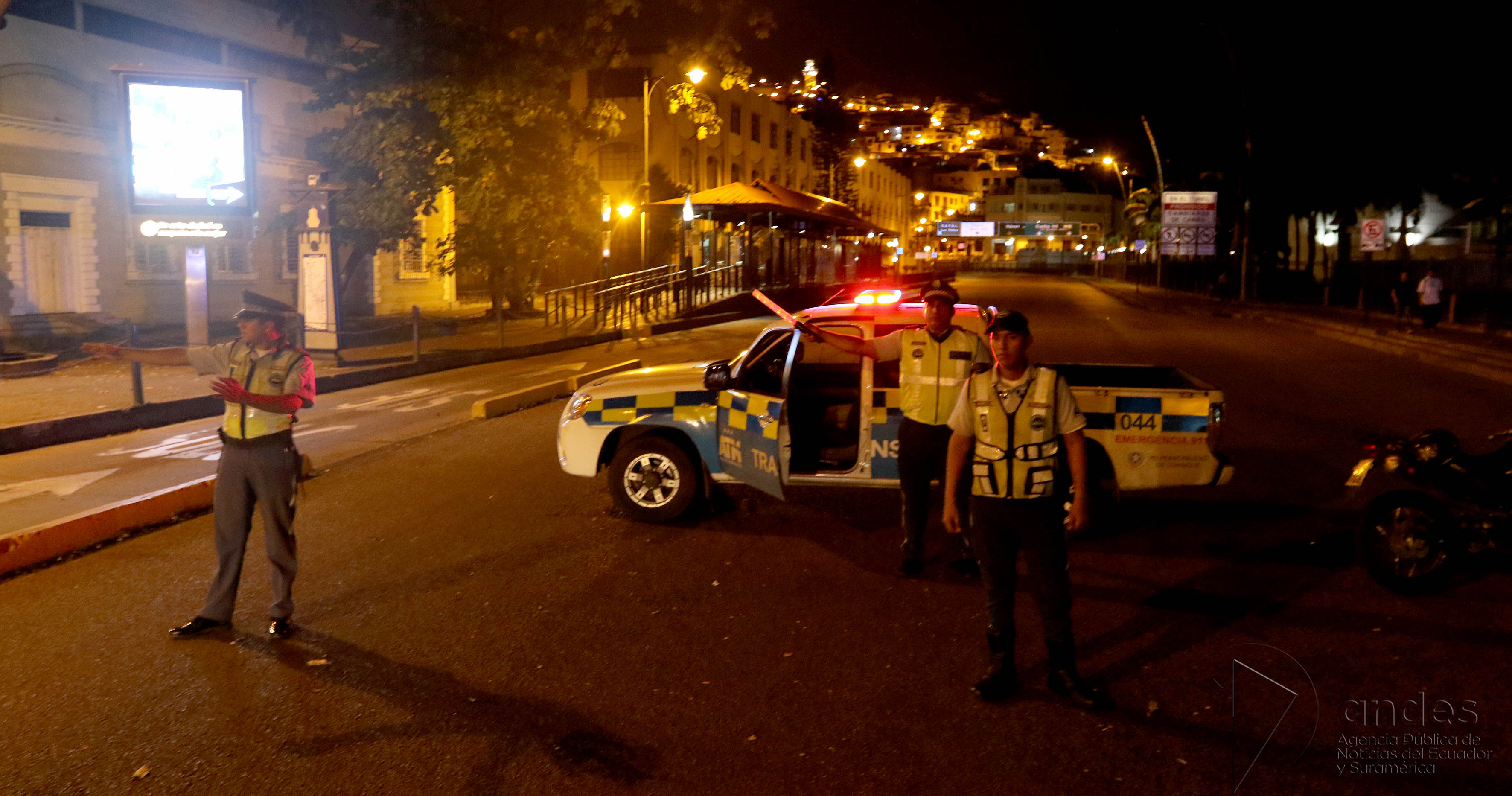
Straßensperre der Polizei in Guayaquil
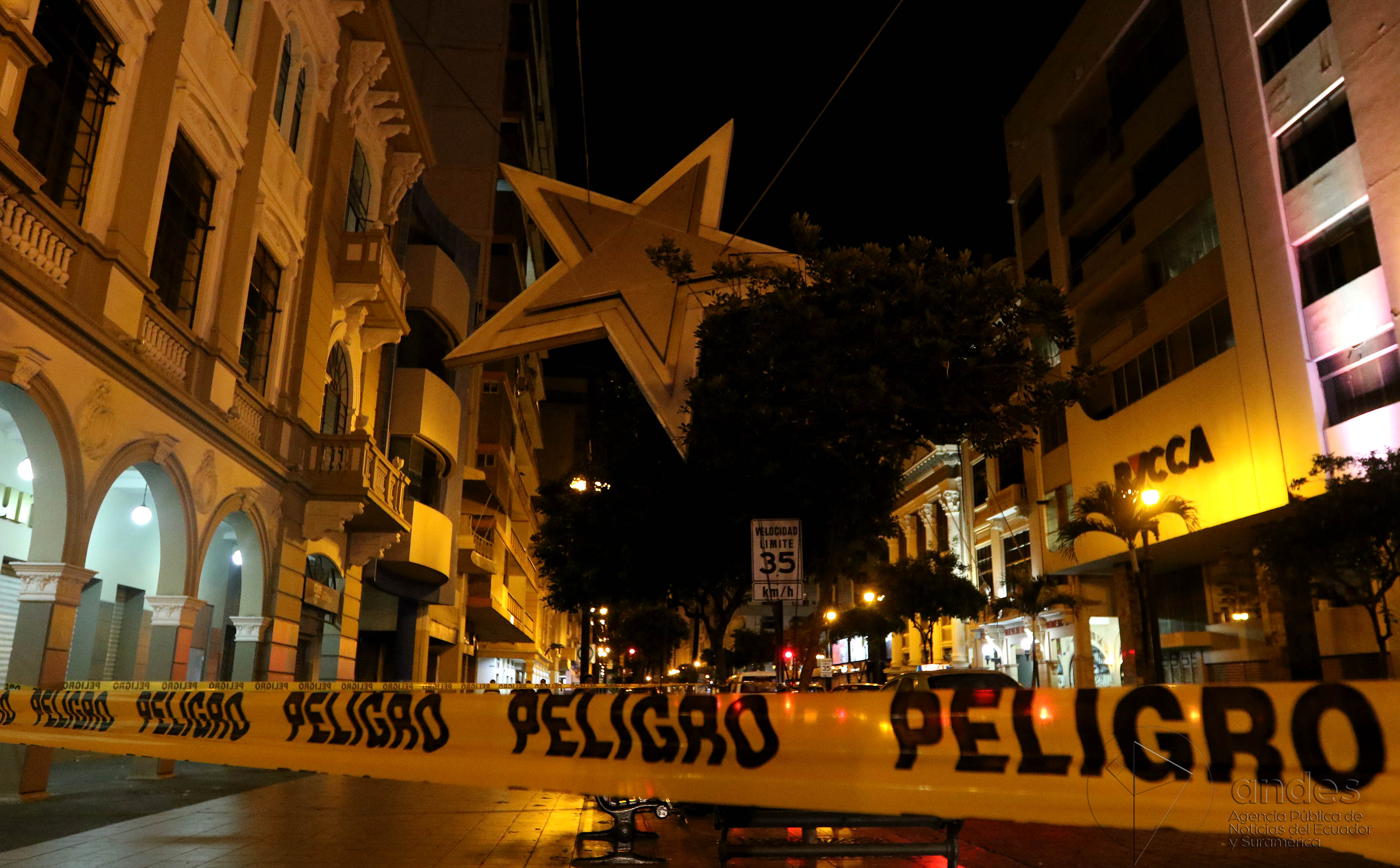
Gesperrter Straßenabschnitt im Zentrum von Guayaquil
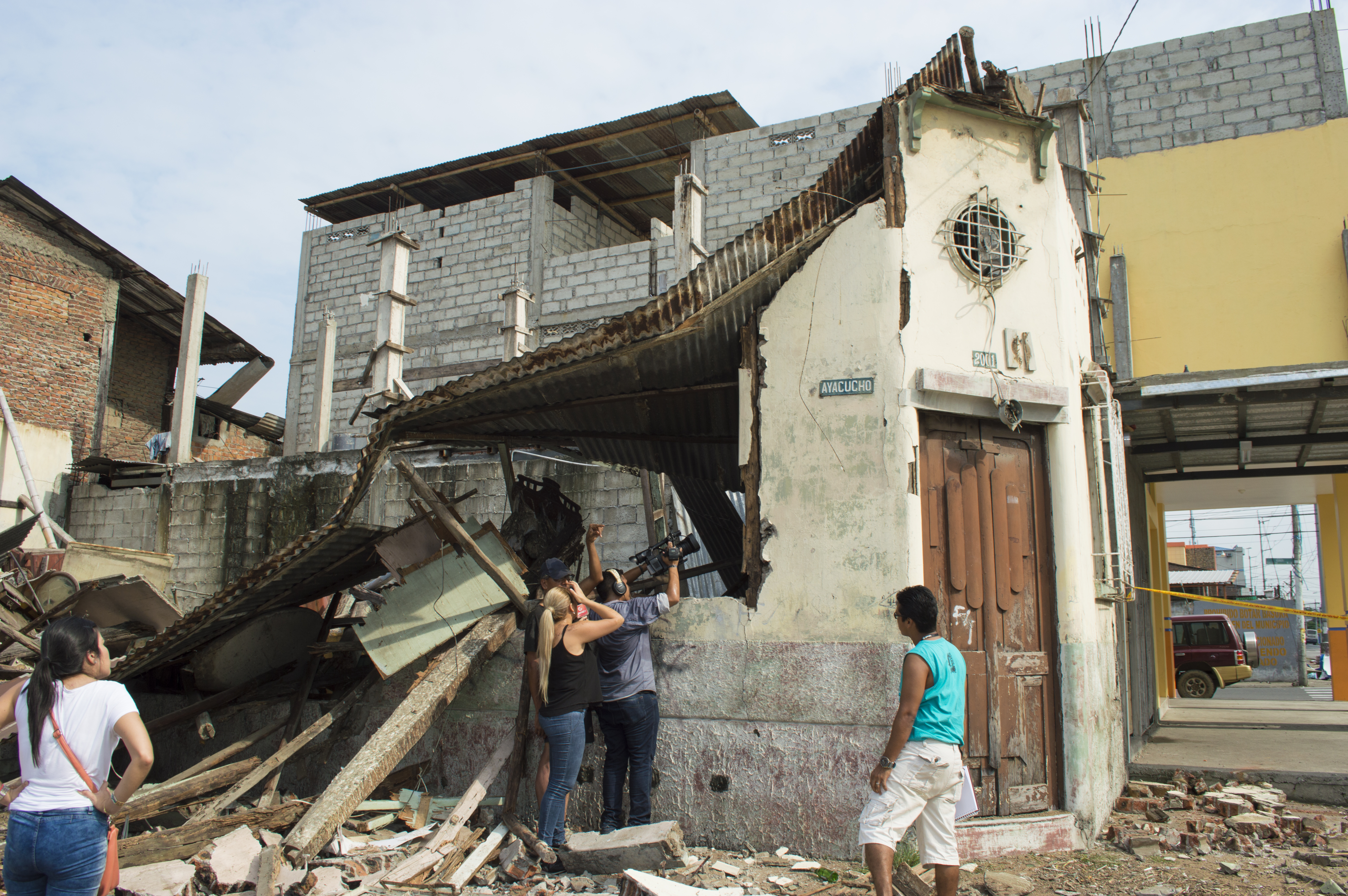
Zerstörtes Gebäude, Guayaquil
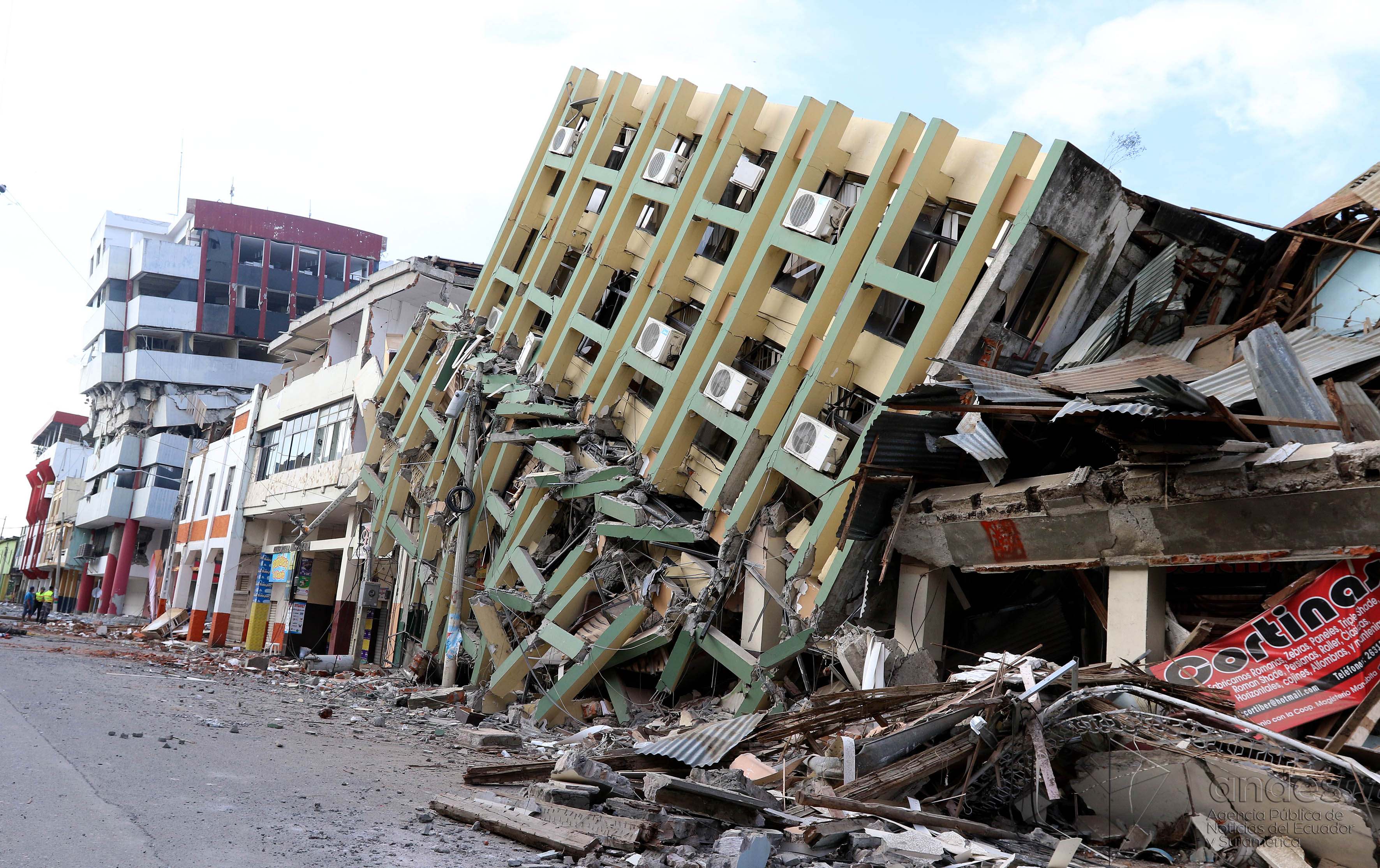
Zerstörungen …
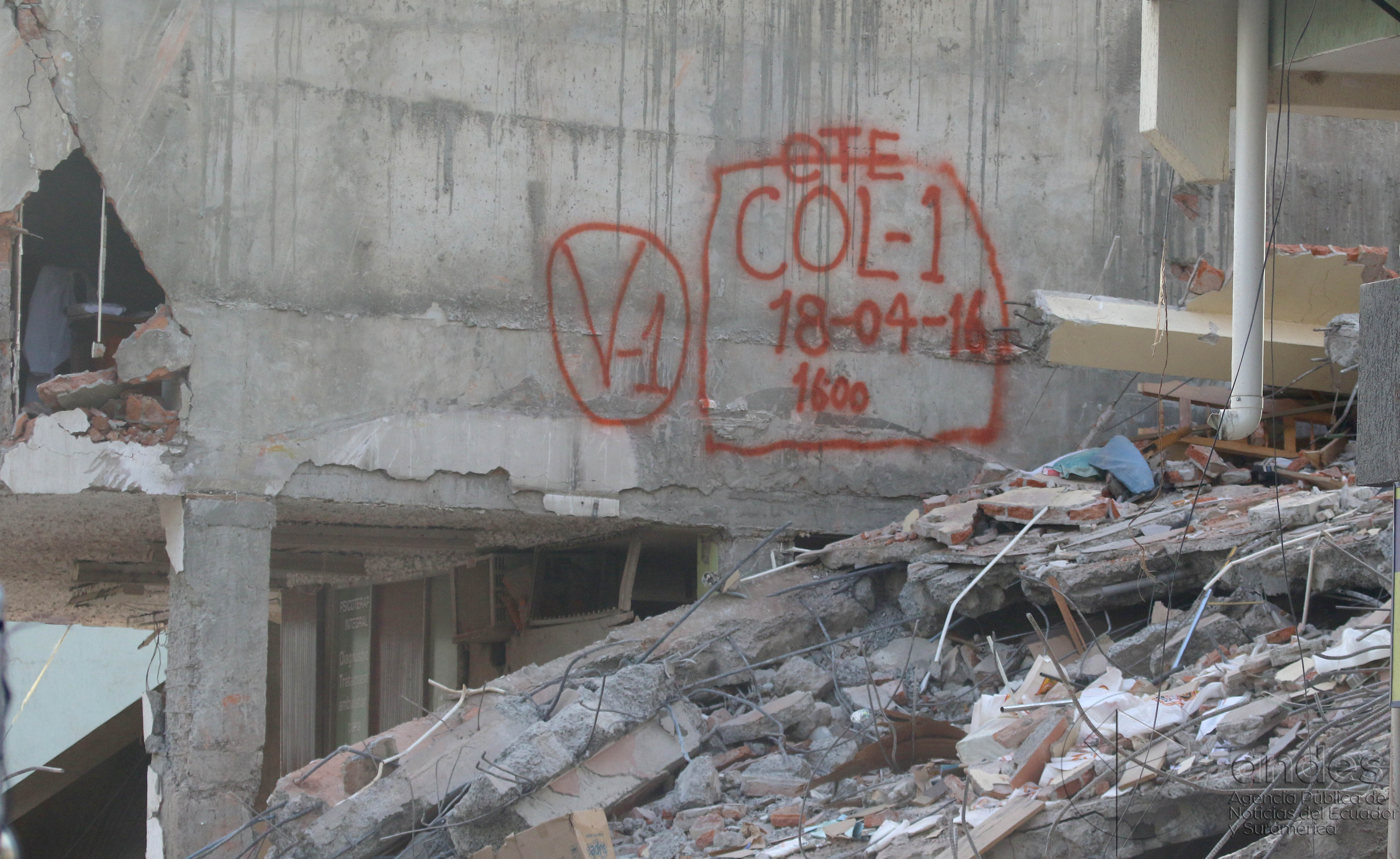
…im küstennahen Portoviejo
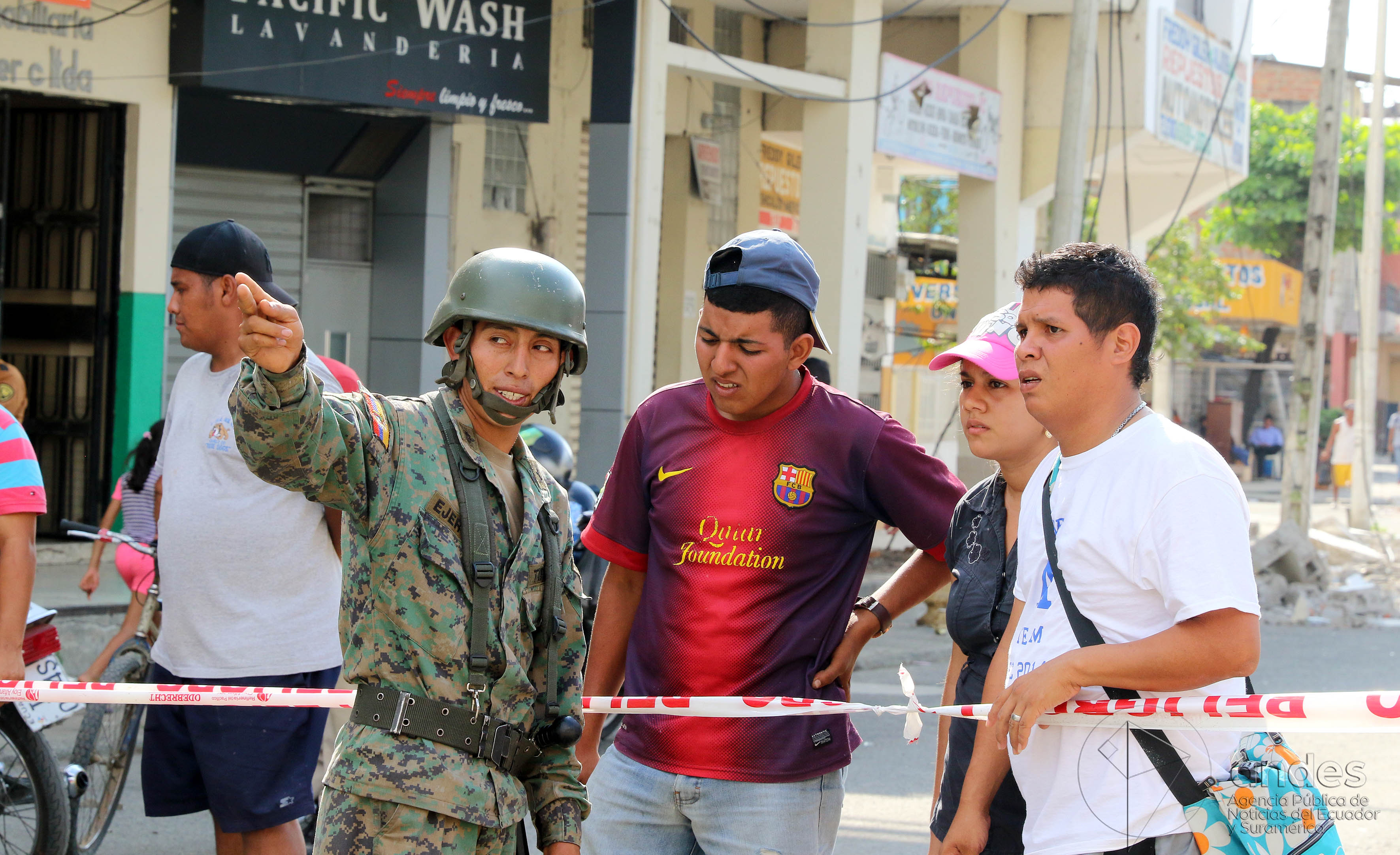
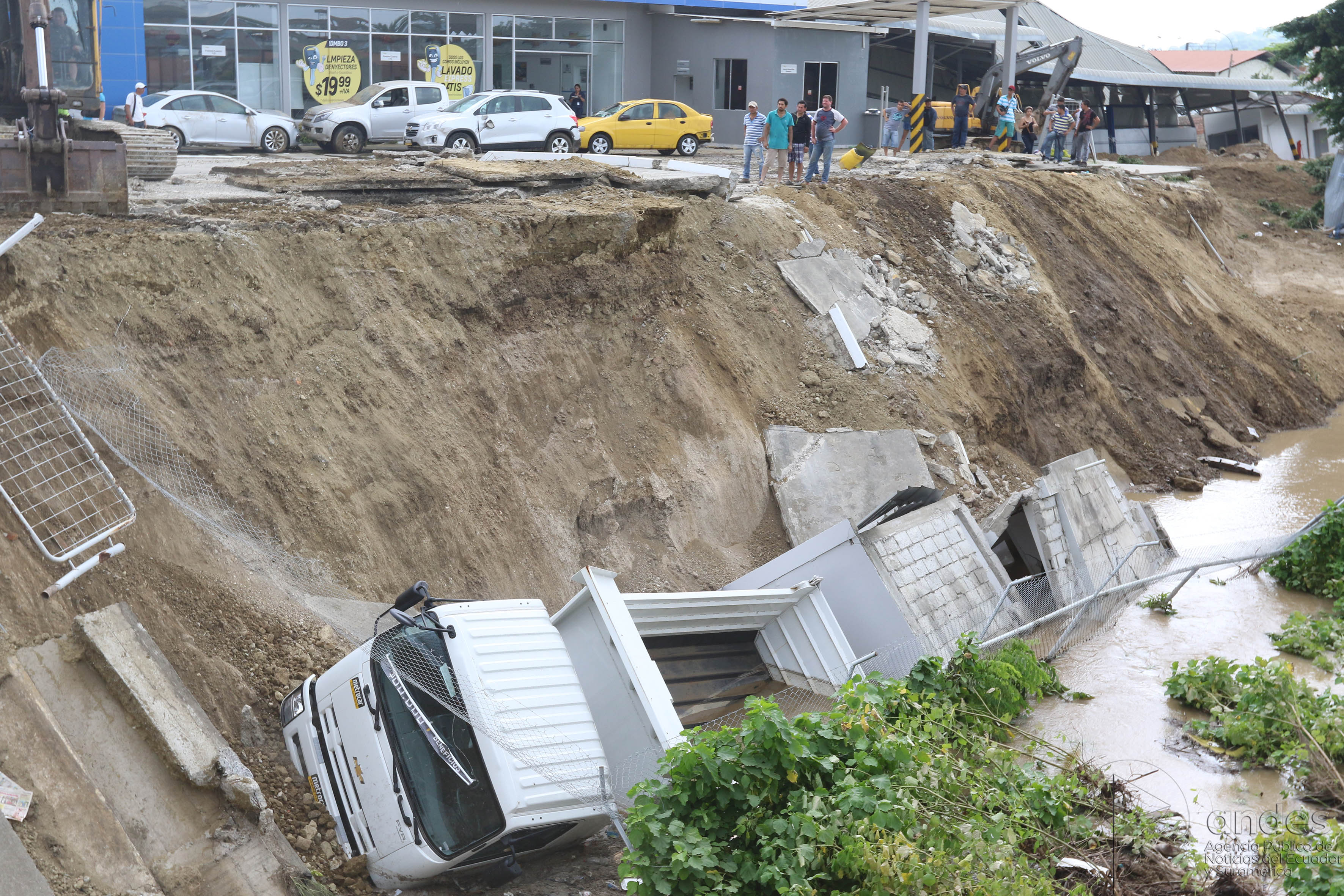
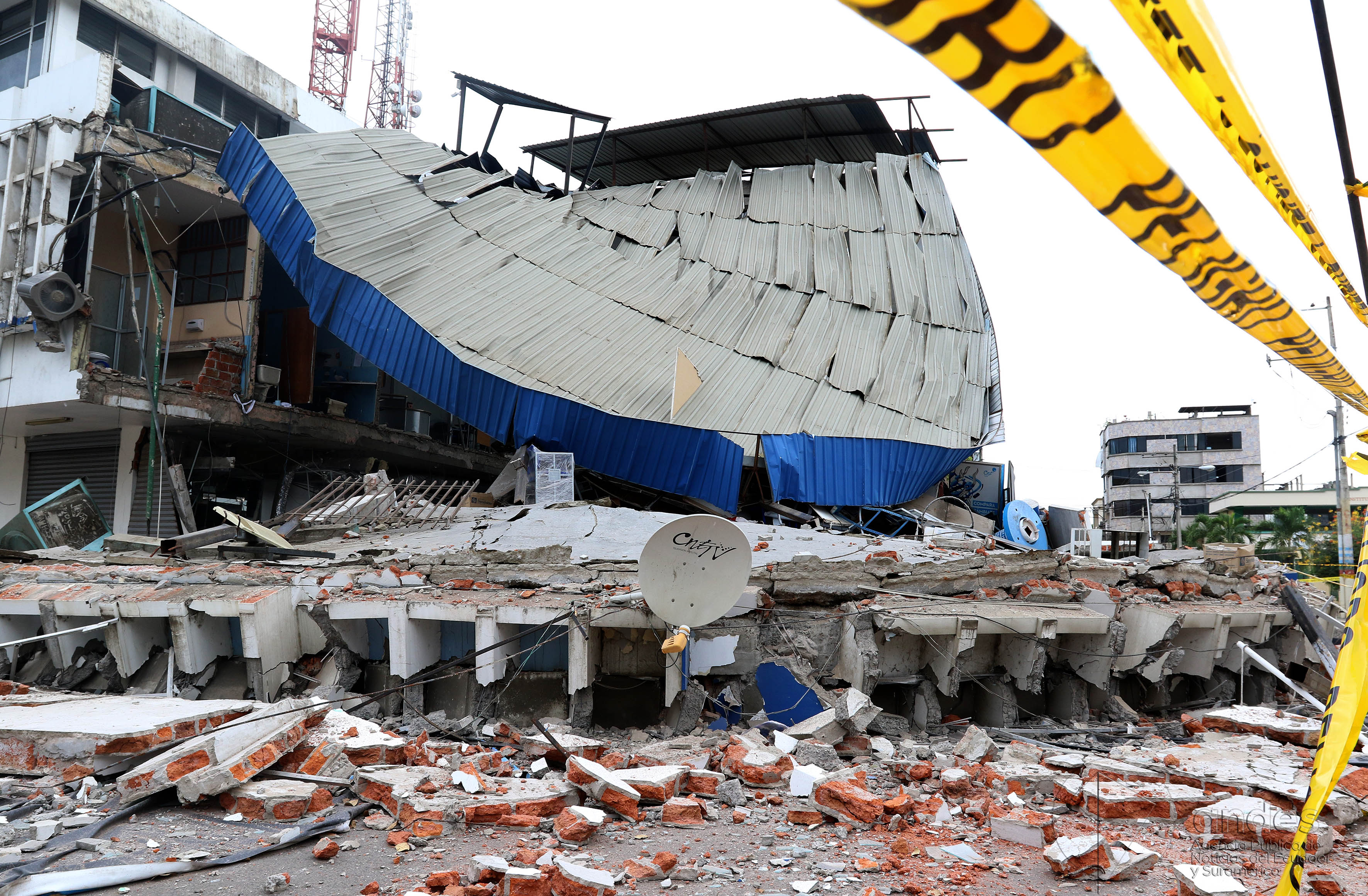
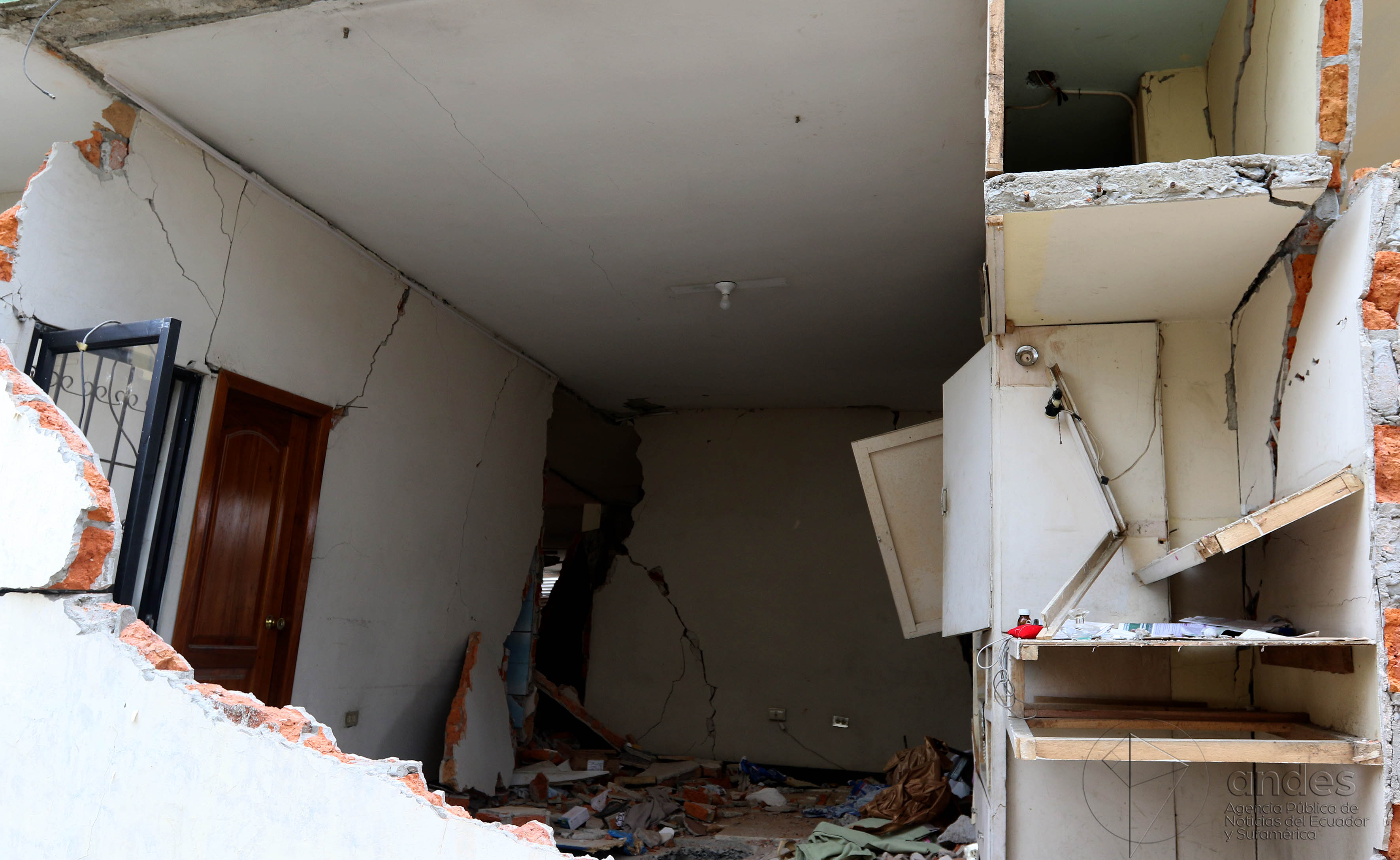
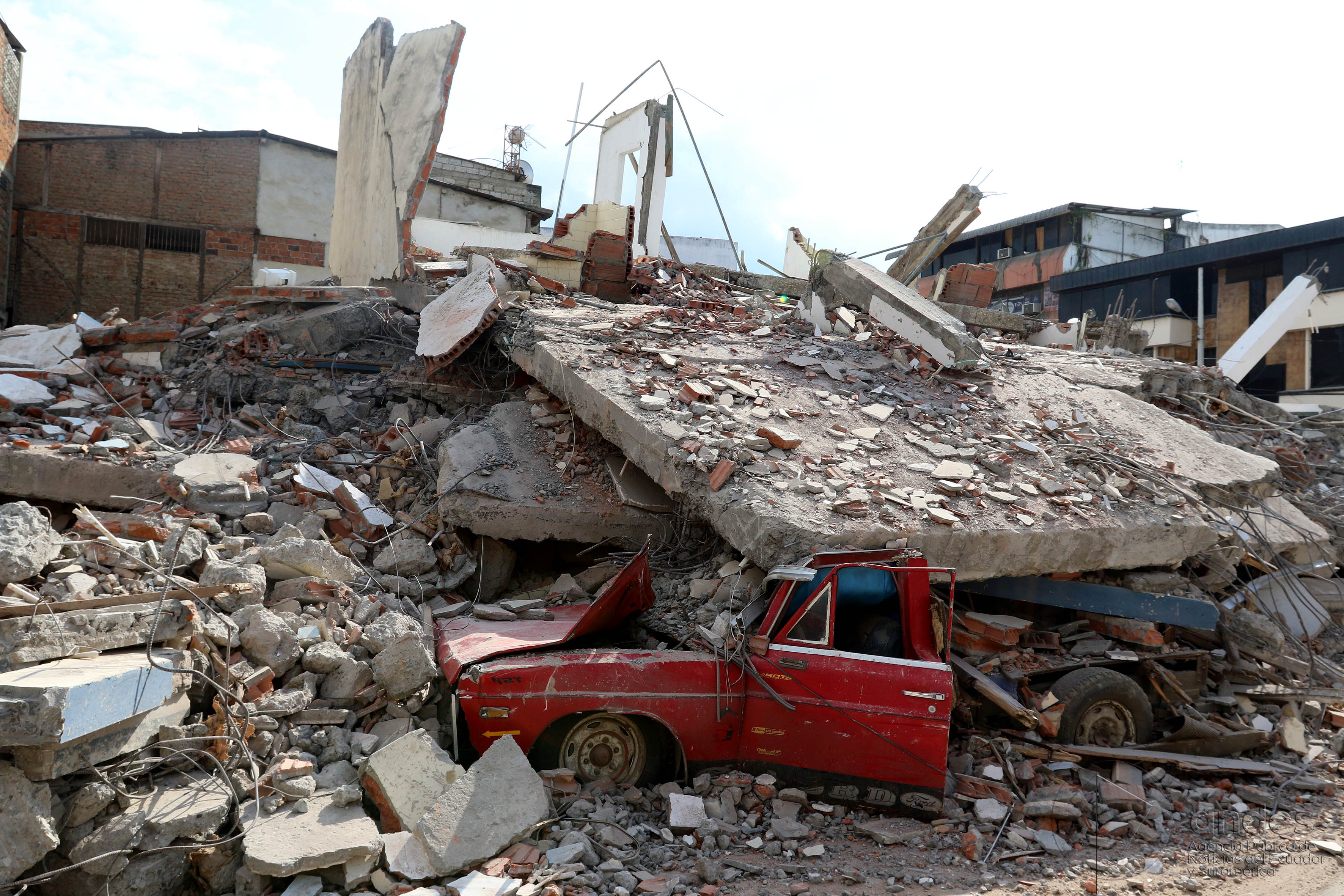
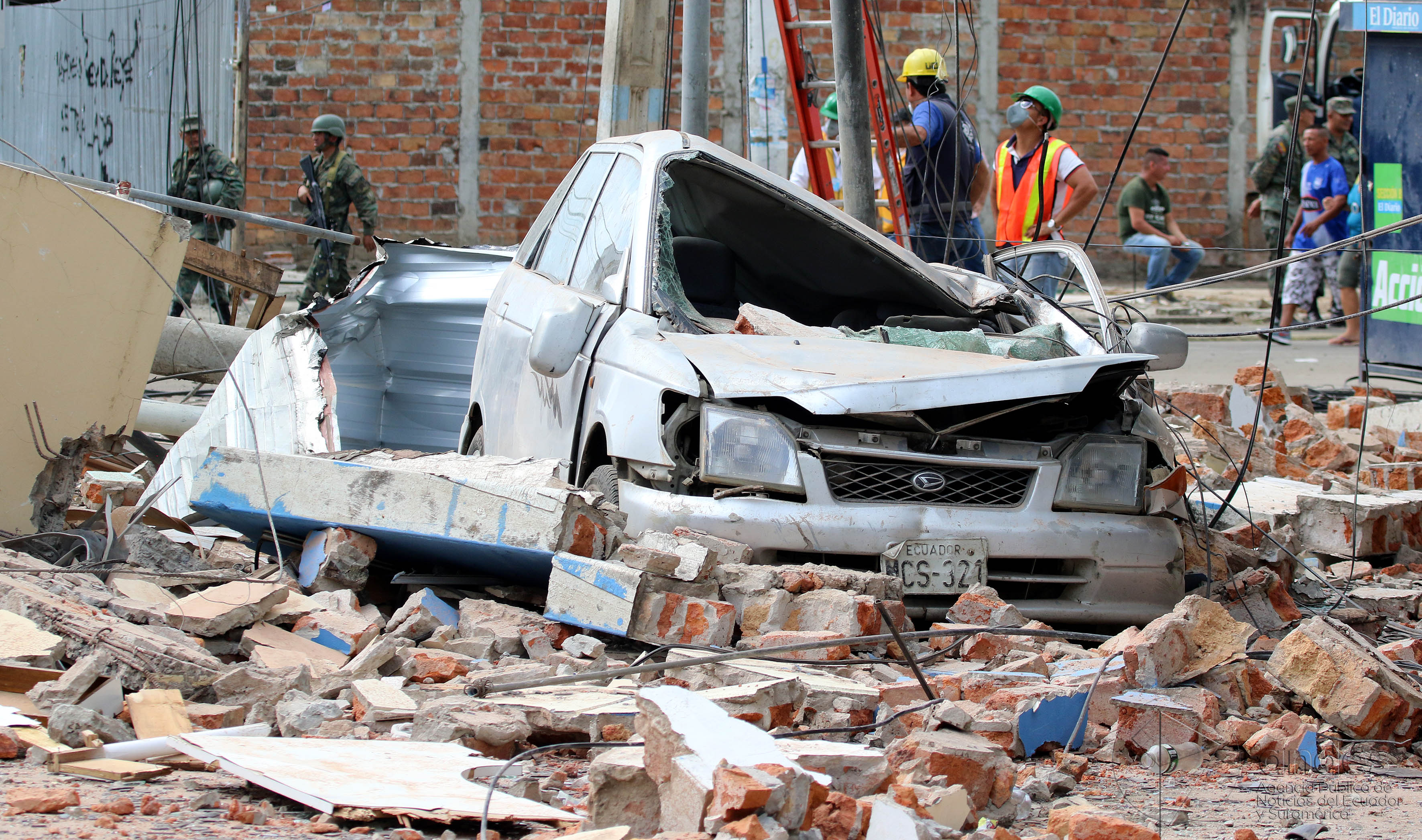
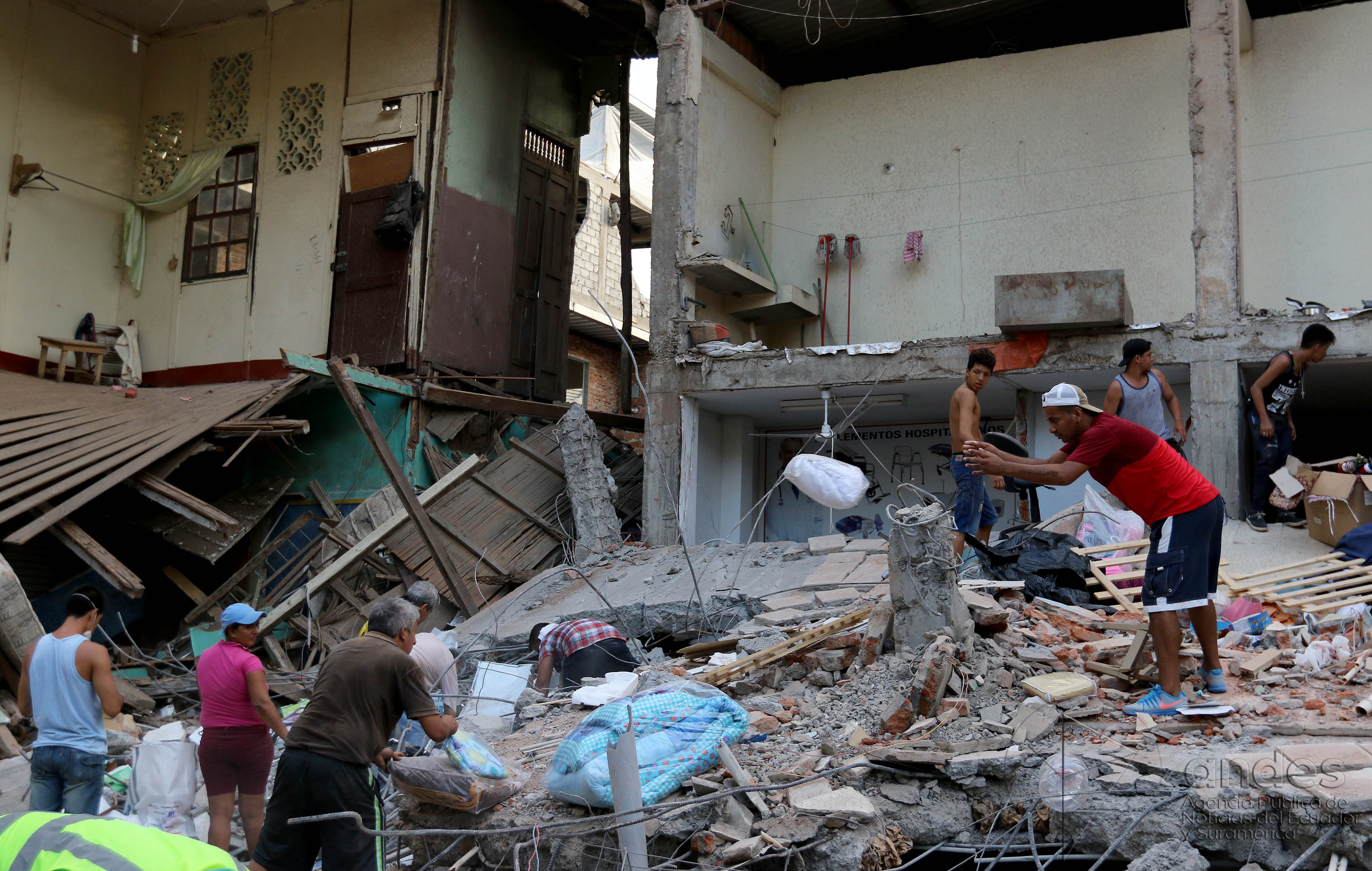